# 岸田奈緒美
岸田 奈緒美（きしだ なおみ、1986年〈昭和61年〉9月6日 - ）は、元SBC信越放送アナウンサー、元タレント。

## 来歴・人物
兵庫県宝塚市出身。身長161cm、血液型B型。幼少時から高校生時代は、子役・ジュニアタレントとしてドラマやCMなどに出演。大阪市立大学法学部在学中にNSC大阪校女性タレントコース2期生となり、関西地区を中心にタレント活動をおこなっていた。大学卒業後、2010年から2017年まで信越放送（SBC）に在籍。退社後は結婚して子育てする傍ら、樋田かおりが代表を務める「株式会社トークナビ」のアナウンサー講師を務めている。

## 過去の出演

### SBCテレビ
- ずくだせテレビ
- SBCスペシャル
- 信毎ニュース
- 3時は!ららら♪
- レールに乗って
- オレンジ魂　週刊パルセイロ
- 水ドラ!!「毒島ゆり子のせきらら日記」

### ラジオ
- ともラジV3（2015年12月-2017年3月18日[1]）
- こてつと奈緒美のびんびんサタデー（2012年7月-2013年3月）
- おとなりラジオ あらら…（2012年10月-2013年3月）
- 情報わんさか GO!GO!ワイド らじ☆カン（2013年4月-2017年3月）

### タレント時代

#### テレビドラマ
- ふたりっ子（1996年下半期、NHK）
- あしたは晴れる（1997年6月 - 8月、毎日放送）
- 甘辛しゃん（1997年下半期、NHK）
- 時の渚〜衝撃の運命〜 京都に秘められた禁断の愛（2001年12月1日、ABC）
- 西洋骨董通り物語II京都不思議ストーリー 第3話（2003年、KBS京都）
- 君のままで（2000年12月 - 2001年2月、毎日放送）
- ドレミソラ（2002年7月 - 9月、毎日放送）
- 17才夏。 第5話「屋上ガールズ」（2003年8月16日、ABC）
- 新・部長刑事 アーバンポリス24（ABC）

#### バラエティ
- オーサカ夜キング ケンコBAR（2007年、毎日放送）
- トミーズのはらぺこ亭（2007年4月-2008年3月、関西テレビ）街ぺこハンターズ（Gooa&Goo）第4期生

#### 映画
- 金融破滅ニッポン 桃源郷の人々（2002年、大映）
- だんじり囃し（教育映画）

#### ラジオ
- ABCミュージック21（2008年4月-9月、ABCラジオ）DJ
- ラジオよしもと むっちゃ元気スーパー!（2006年10月-2010年3月、ラジオ大阪）アシスタント「むっちゃ元気娘」

#### CM
- 小僧寿しチェーン
- 滋賀県政スポット
- 読売テレビ
- nasic（株式会社学生情報センター）

## 作品（タレント時代）

### 映像作品
- キッス・青りんご（2004年、エッジ）

## 書籍（タレント時代）

### 写真集
- 夏彩とあなたとたから箱（2004年、フライングBe製作委員会）